# Cathie Craigie

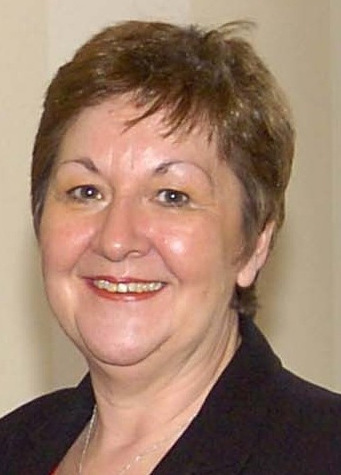
Cathy Craigie

Cathie Craigie (* 1954 in Stirling) ist eine schottische Politikerin und Mitglied der Labour Party.

## Leben
Craigie wuchs in Kilsyth auf und besuchte die Kilsyth Academy. Zwischen 1984 und 1996 war Craigie Ratsmitglied des Distrikts Cumbernauld and Kilsyth und saß ihm in den letzten drei Jahren vor.

## Politischer Werdegang
Bei den Schottischen Parlamentswahlen 1999 trat Craigie als Kandidatin der Labour Party für den Wahlkreis Cumbernauld and Kilsyth an. Mit deutlichem Vorsprung vor dem Kandidaten der SNP, Andrew Wilson, errang sie das Mandat und zog in das neugeschaffene Schottische Parlament ein. Bei den folgenden Parlamentswahlen 2003 und 2007 verteidigte sie ihr Mandat.
Die Parlamentswahlen 2011 brachten ein Wechsel des Abgeordneten von Cumbernauld and Kilsyth, denn dem SNP-Politiker Jamie Hepburn gelang es erstmals den Wahlkreis für seine Partei zu gewinnen. Nach den massiven, landesweiten Stimmverlusten der Labour Party bei diesen Wahlen wurde die Partei personell weitgehend neu ausgerichtet. In diesem Zuge wurde für Craigie im Schattenkabinett der Labour Party die Position des Parlamentarischen Geschäftsführers vorgesehen.